# Petru Țurcaș
Petru Țurcaș (né le 16 mai 1976 à Timișoara) est un footballeur roumain.

## Palmarès
- Champion de Roumanie en 2008 avec le CFR 1907 Cluj